# Desensibilizzazione (medicina)
In medicina, la desensibilizzazione è un metodo per ridurre o eliminare la reazione negativa di un organismo a una sostanza o a uno stimolo.

## Farmacologia
In farmacologia la desensibilizzazione ai farmaci si riferisce a due concetti correlati. In primo luogo, la desensibilizzazione può essere equivalente alla tolleranza ai farmaci e si riferisce alle reazioni (positive o negative) dei soggetti ad un farmaco, che diminuiscono in seguito al suo uso ripetuto. Si tratta di un effetto macroscopico a livello dell'organismo, che differisce dal secondo significato di desensibilizzazione, ovvero un effetto biochimico in cui i singoli recettori diventano meno sensibili dopo l'applicazione ripetuta di un agonista. Ciò può essere mediato dalla fosforilazione, ad esempio dalla beta adrenochinasi a livello del beta adrenocettore.

## Applicazione alle allergie
Ad esempio, se una persona affetta da diabete mellito presenta una grave reazione allergica all'assunzione di una dose intera di insulina bovina, inizialmente le viene somministrata una quantità molto ridotta di insulina, talmente piccola da non provocare alcuna reazione avversa o solo sintomi molto limitati. Nel corso del tempo vengono somministrate dosi sempre più elevate fino al raggiungimento della dose intera. Questo è un modo per aiutare il corpo ad abituarsi alla dose intera ed evitare la reazione allergica all'insulina di origine bovina.
Un metodo di desensibilizzazione temporanea prevede la somministrazione di piccole dosi di un allergene per produrre una risposta mediata dalle IgE in un ambiente in cui è possibile trattare il soggetto in caso di anafilassi; questo approccio, attraverso meccanismi non caratterizzati, alla fine prevale sulla risposta ipersensibile delle IgE.
Le strategie di desensibilizzazione per le allergie alimentari sono generalmente in fase di ricerca. Esse comprendono:
- immunoterapia orale, che consiste nell'aumentare la tolleranza assumendo piccole quantità di alimento (solitamente cotto);
- immunoterapia sublinguale, che consiste nel mettere una piccola goccia di latte o albume sotto la lingua;
- immunoterapia epicutanea, che consiste nell'iniettare l'alimento allergenico sotto la pelle;
- anticorpi monoclonali anti-IgE, che riducono in modo non specifico la capacità dell'organismo di produrre una reazione allergica;
- una formulazione a base di erbe cinesi, FAHF-2, un altro approccio non specifico attualmente allo studio per l'allergia alle arachidi;
- uso di probiotici;
- terapia elmintica;
- un farmaco per sopprimere il recettore toll-like 9 (TLR9); e
- mepolizumab per il trattamento dell'eosinofilia esofagea.